# Vasilij Vasiljevič Levašov
Grof Vasilij Vasiljevič Levašov (rusko Васи́лий Васи́льевич Левашо́в), ruski general, * 1783, † 1848.
Bil je eden izmed pomembnejših generalov, ki so se borili med Napoleonovo invazijo na Rusijo; posledično je bil njegov portret dodan v Vojaško galerijo Zimskega dvorca.
Med letoma 1847 in 1848 je bil predsednik Vlade Ruskega imperija.

## Življenje
Leta 1799 je pričel delati v pisarni sanktpeterburškega guvernerja; udeležil se je vojn proti Francozom (1805, 1806-07). Leta 1820 je postal predsednik vojaškega sodišča, ki je sodil decembrskim upornikom. 
Leta 1826 je postal član vrhovnega kriminalnega sodišča proti decembrskim vstajnikom. Pozneje je postal generalni guverner: Volin in Podolsk (1831), Kijev (1832), Černigov, Poltava in Harkov (1835-36). 
Leta 1838 je postal državni svetnik in od leta 1841 je bil tudi predsednik komiteja za vzrejo konj ter od leta 1842 član komiteja za gradnjo železnice Peterburg-Moskva. Leta 1847 je postal predsednik Vlade Ruskega imperija.